# ちょっとフライデイ
『ちょっとフライデイ』は、ひかわきょうこによる日本の漫画作品。1981年12月号から1982年4月号に、『LaLa』（白泉社）に連載された。全5話。

## 概要
偶然会った見知らぬ男性に恋心を抱く女子高校生の初恋を描いた作品。『LaLa』1981年12月号から1982年4月号に、全5話が連載された。単行本は花とゆめコミックスから全1巻が発行され、文庫版『女の子は余裕!』に同時収録された。

## あらすじ
雨の金曜日、眼鏡がなくて困っていた弥生は、駅で一人の男性に助けられる。その男性をMr.フライデイと名づけ、声の記憶を頼りに探す弥生は、柔道部の悟と佐久間と出会う。声の似た佐久間がMr.フライデイでないことがわかり、改めて彼を探し始めた弥生は悟とMr.フライデイの両方に恋心を抱き始める。しかし、街で悟が美女と一緒に歩くところを目撃し、友人の陶子が付き合っている相手が悟だと気づく。そんな悟がMr.フライデイだったことがわかり、失望した弥生は、悟からのさりげない告白を断ってしまう。

## 登場人物
松永 弥生（まつなが やよい）
主人公。高校1年生。極度の近視で、眼鏡がないと近くのものしかよく見えない。陶子にいたずらをされても気づかないのんびり屋。
宝崎 悟（たからざき さとる）
高校2年生。柔道部の主将。弥生の隣の家に引っ越してきた。硬派で、付き合っている女性はいない。
佐久間（さくま）
悟の友人で、同じ柔道部に所属。陶子に思いを寄せている。
青木 陶子（あおき とうこ）
弥生の同級生で、友人。いたずら好きで、陶子にいたずらを仕掛けてはからかう。悟に振られたと陶子に話すが、後に訂正し、実は彼と付き合っていると話す。

## 書誌情報
- ひかわきょうこ 『ちょっとフライデイ』  白泉社〈花とゆめコミックス〉全1巻、1982年7月25日初版発行、ISBN 978-4-592-11675-2[1]
  - 「P・M―ドリーム」を同時収録。